# 因弗雷斯港
因弗雷斯港是南極洲的海灣，位於帕默群島中昂韋爾島東北岸，處於安德魯斯角和布里格斯半島之間，現時由南極條約體系管理。
64°32′S 63°0′W / 64.533°S 63.000°W